# Юргенц, Давыд Николаевич
Давыд Николаевич Юргенц (1740—1813) — Русский военачальник, генерал-майор, георгиевский кавалер. Командир Херсонского пехотного полка и шеф Томского мушкетерского полка. 
Родился в 1740 году. В военную службу вступил в 1763 году в Днепровский егерский батальон.
В 1770 году в чине капитана Ростовского пехотного полка принимал участие в русско-турецкой войне и 12 марта 1770 года был награждён орденом св. Георгия 4-й степени (общий № 4 по кавалерским спискам Судравского и Григоровича — Степанова)
За овладение с гренадерскою ротою 4 февраля 770 года при городе Журже батареею о шести пушках и выбитие неприятеля из ретраншамента.
Вслед за тем он получил чин секунд-майора; за отличие в кампании 1773 года Юргенц был произведён в премьер-майоры с назначением в Муромский пехотный полк и в том же полку 27 октября 1775 года был произведён в подполковники.
С отличием приняв участие в русско-турецкой войне 1787—1792 годов, Юргенц в 1788 году командовал Херсонским пехотным полком и за примерную храбрость был 14 апреля 1789 года произведён в генерал-майоры и удостоен ордена св. Георгия 3-й степени (№ 63 по кавалерским спискам)
Во уважении на усердную службу и  храбрость, оказанную им при взятии приступом города и крепости Очакова.
1796— 1797 нес шефство над Томским мушкетерским полком. 
Юргенц вышел в отставку и скончался 5 апреля 1813 года.